# بطولة كاريوكا 1948
بطولة كاريوكا 1948 هو الموسم 43 من بطولة كاريوكا. فاز فيه بوتافوغو ريغاتاس.